# Лансінг (селище, Нью-Йорк)
Лансінг (англ. Lansing) — селище (англ. village) в США, в окрузі Томпкінс штату Нью-Йорк. Населення — 3648 осіб (2020).

## Географія
Лансінг розташований за координатами 42°29′24″ пн. ш. 76°29′15″ зх. д. / 42.49000° пн. ш. 76.48750° зх. д. (42.489865, -76.487548).  За даними Бюро перепису населення США в 2010 році селище мало площу 11,99 км², з яких 11,94 км² — суходіл та 0,05 км² — водойми.

## Демографія
Згідно з переписом 2010 року, у селищі мешкало 3529 осіб у 1687 домогосподарствах у складі 829 родин. Густота населення становила 294 особи/км².  Було 1788 помешкань (149/км²).
Расовий склад населення:
| - 63,2 % — білих - 25,0 % — азіатів - 6,5 % — чорних або афроамериканців - 0,4 % — корінних американців - 0,1 % — вихідців з тихоокеанських островів - 1,5 % — осіб інших рас |

До двох чи більше рас належало 3,3 %. Частка іспаномовних становила 4,8 % від усіх жителів.
За віковим діапазоном населення розподілялося таким чином: 16,9 % — особи молодші 18 років, 72,3 % — особи у віці 18—64 років, 10,8 % — особи у віці 65 років та старші. Медіана віку мешканця становила 33,2 року. На 100 осіб жіночої статі у селищі припадало 102,0 чоловіків;  на 100 жінок у віці від 18 років та старших — 98,3 чоловіків також старших 18 років.
Середній дохід на одне домашнє господарство  становив 94 433 долари США (медіана — 61 232), а середній дохід на одну сім'ю — 119 972 долари (медіана — 71 004). Медіана доходів становила 64 145 доларів для чоловіків та 40 543 долари для жінок. За межею бідності перебувало 12,6 % осіб, у тому числі 10,6 % дітей у віці до 18 років та 19,3 % осіб у віці 65 років та старших.
Цивільне працевлаштоване населення становило 2087 осіб. Основні галузі зайнятості: освіта, охорона здоров'я та соціальна допомога — 54,8 %, виробництво — 10,7 %, науковці, спеціалісти, менеджери — 10,2 %.